# 中西嘉宏
中西嘉宏（なかにし よしひろ、1977年- ）は、日本の政治学者。京都大学東南アジア地域研究研究所准教授。専門は東南アジア研究、比較政治学。

## 人物・来歴
兵庫県尼崎市生まれ。2001年東北大学法学部卒業。2007年京都大学大学院アジア・アフリカ地域研究研究科博士課程修了、「ネー・ウィン体制期ビルマにおける政軍関係 1962-1988」で博士（地域研究）。
日本貿易振興機構・アジア経済研究所研究員、ジョンズ・ホプキンス大学高等国際問題研究大学院客員研究員などを経て、2013年より京都大学東南アジア研究所准教授。名称変更により、2017年より京都大学東南アジア地域研究研究所准教授。2021年『ロヒンギャ危機――「民族浄化」の真相』でサントリー学芸賞、アジア・太平洋賞受賞。

## 著書
- 『軍政ビルマの権力構造――ネー・ウィン体制下の国家と軍隊1962－1988』京都大学学術出版会、2009年
- 『Strong Soldiers, Failed Revolution: The State and Military in Burma, 1962-88』

National University of Singapore Press & Kyoto University Press, 2013
- 『ロヒンギャ危機――「民族浄化」の真相』中公新書 2021年1月
- 『ミャンマー現代史』岩波新書 2022年8月

## 論文
- CiNii>中西嘉宏